# Station Erquelinnes
Station Erquelinnes is een spoorwegstation langs spoorlijn 130A (Charleroi - Erquelinnes) in de Belgische gemeente Erquelinnes. Het is een grensstation. Het dichtstbijzijnde station in Frankrijk, Jeumont, ligt op 2,5 km wandelafstand.

## Geschiedenis
Tot de aanleg van de LGV Nord rond 1996 was deze spoorlijn de belangrijkste verbinding tussen Parijs en Brussel.
Aan dit station werden veel grensformaliteiten uitgevoerd en er was een omvangrijk emplacement. Er is een goederenaansluiting geweest die Franse bedrijven aansloot.
De internationale reizigerstreinen Brussel - Parijs zijn hier na de ingebruikname van de LGV Nord verdwenen. Het station is verworden tot een stopplaats.
Tot 7 september 2012 reden er op onregelmatige basis enkele reizigerstreinen van de NMBS vanaf station Erquelinnes verder naar het Franse buurstation Jeumont. Door het verplichten van KVB op het Franse net vanaf 10 september 2012 en de lage grensoverschrijdende reizigersaantallen reden er nadien geen reizigerstreinen meer naar Frankrijk die hier stopten. Dit maakte dat geen realistische treinrit naar Jeumont of Maubeuge meer mogelijk was.
Vanaf 11 december 2022 (10 jaar nadat de verbinding werd afgeschaft) rijdt er dagelijks weer een reguliere stoptrein van Charlerloi-Centraal naar Maubeuge zonder stop in Jeumont.

## Treindienst
| Serie       | Treinsoort               | Route                                                  | Bijzonderheden                                                                            |
| ----------- | ------------------------ | ------------------------------------------------------ | ----------------------------------------------------------------------------------------- |
| S 63        | S-trein Charleroi (NMBS) | Charleroi-Centraal – Erquelinnes – Maubeuge            | Tijdens de spits extra ritten Charleroi-Centraal-Erquelinnes. Rijdt in het weekend 1×/2u. |
| P 7750/8750 | Piekuurtrein (NMBS)      | [ Erquelinnes – ] / [ Ottignies – ] Charleroi-Centraal | Rijdt alleen op werkdagen.                                                                |

## Galerij

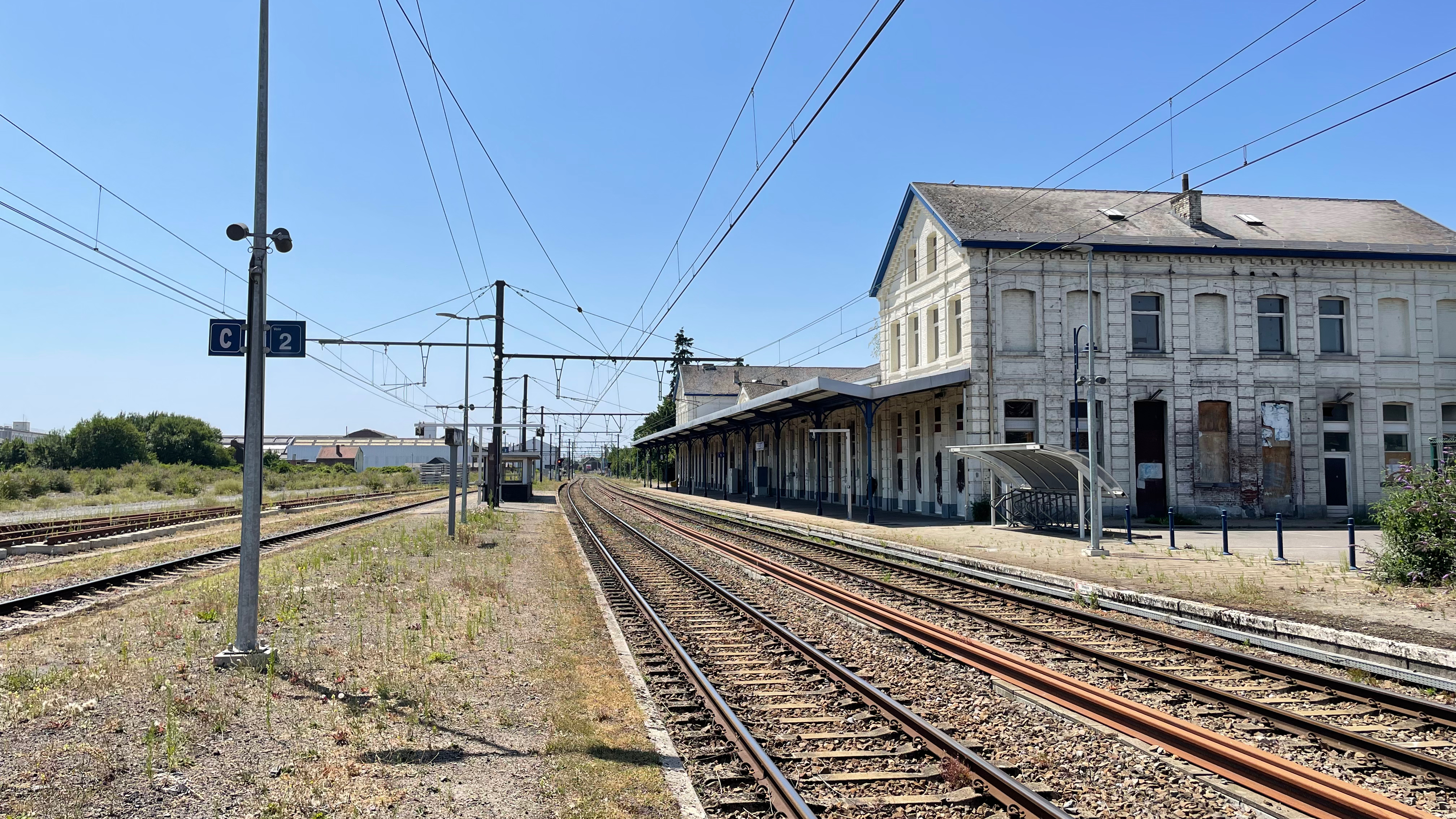
Zicht op het perron
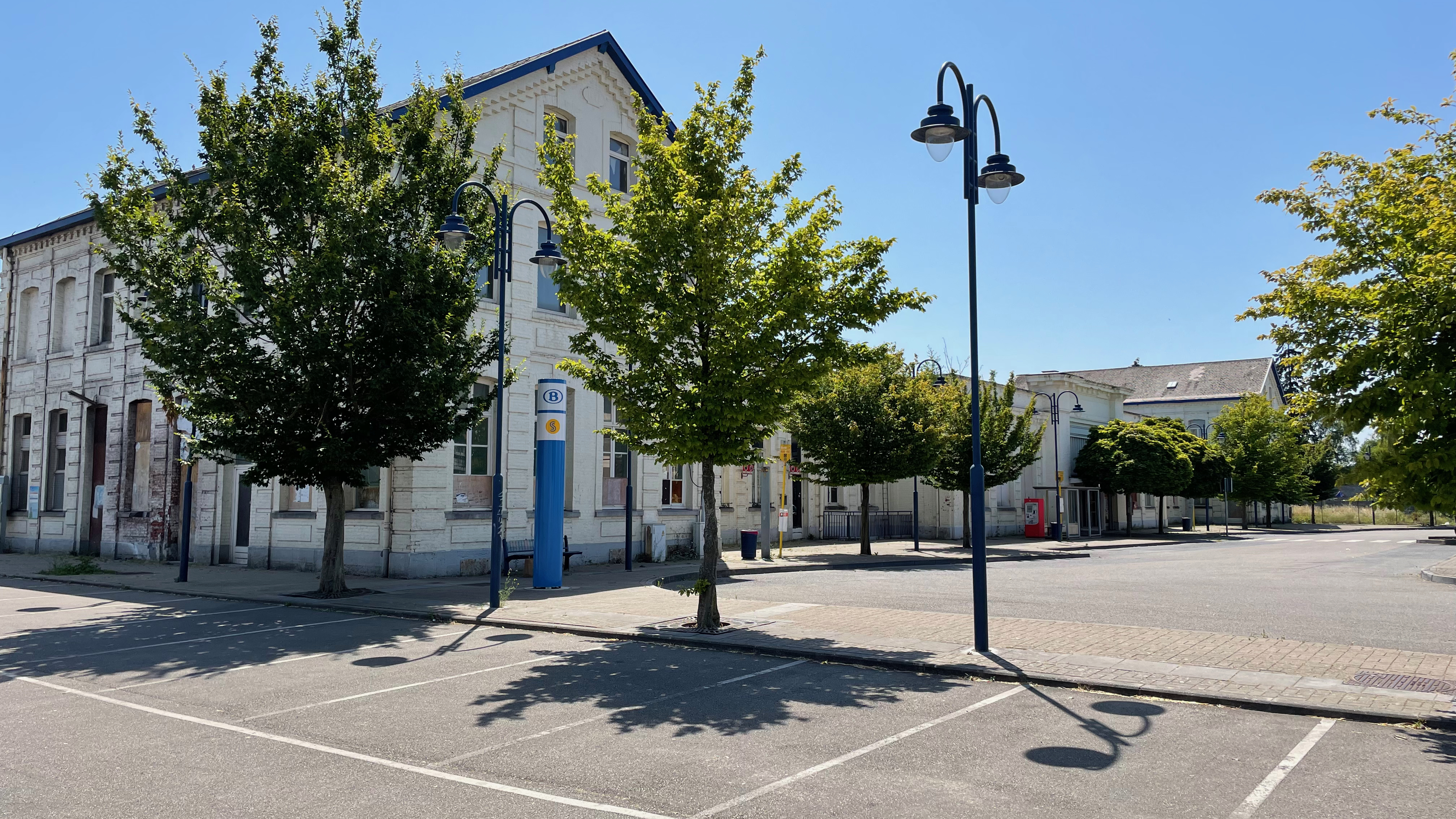
Stationsgebouw
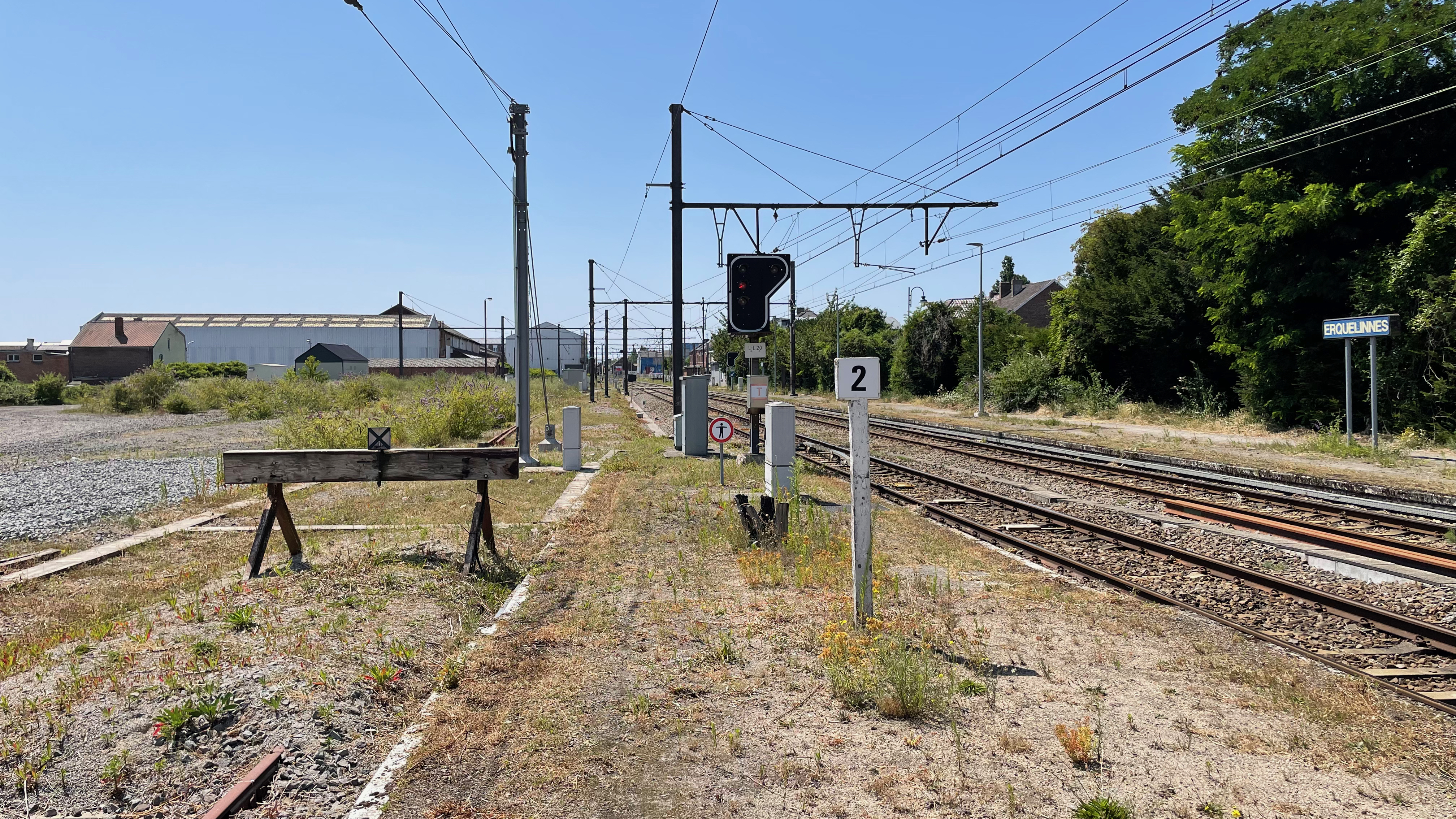
Spoor richting Frankrijk

## Reizigerstellingen
De grafiek en tabel geven het gemiddeld aantal instappende reizigers weer op een week-, zater- en zondag.
| Tabel: aantal instappende reizigers station Erquelinnes | Tabel: aantal instappende reizigers station Erquelinnes | Tabel: aantal instappende reizigers station Erquelinnes | Tabel: aantal instappende reizigers station Erquelinnes |
|                                                         | Weekdag                                                 | Zaterdag                                                | Zondag                                                  |
| ------------------------------------------------------- | ------------------------------------------------------- | ------------------------------------------------------- | ------------------------------------------------------- |
| 1977                                                    | 638                                                     | 118                                                     | 122                                                     |
| 1978                                                    | 661                                                     | 199                                                     | 133                                                     |
| 1979                                                    | 642                                                     | 188                                                     | 137                                                     |
| 1980                                                    | 589                                                     | 159                                                     | 123                                                     |
| 1981                                                    | 594                                                     | 164                                                     | 153                                                     |
| 1982                                                    | 629                                                     | 148                                                     | 97                                                      |
| 1983                                                    | 627                                                     | 141                                                     | 106                                                     |
| 1984                                                    | 451                                                     | 83                                                      | 62                                                      |
| 1985                                                    | 607                                                     | 108                                                     | 79                                                      |
| 1986                                                    | 541                                                     | 120                                                     | 104                                                     |
| 1987                                                    | 488                                                     | 80                                                      | 152                                                     |
| 1988                                                    | 530                                                     | 94                                                      | 83                                                      |
| 1989                                                    | 484                                                     | 100                                                     | 81                                                      |
| 1990                                                    | 373                                                     | 60                                                      | 46                                                      |
| 1991                                                    | 443                                                     | 101                                                     | 67                                                      |
| 1992                                                    | 467                                                     | 116                                                     | 76                                                      |
| 1993                                                    | 392                                                     | 81                                                      | 51                                                      |
| 1994                                                    | 454                                                     | 126                                                     | 94                                                      |
| 1995                                                    | 382                                                     | 106                                                     | 68                                                      |
| 1996                                                    | 408                                                     | 70                                                      | 43                                                      |
| 1997                                                    | 493                                                     | 102                                                     | 59                                                      |
| 1998                                                    | 409                                                     | 110                                                     | 84                                                      |
| 1999                                                    | 342                                                     | 72                                                      | 67                                                      |
| 2000                                                    | 343                                                     | 62                                                      | 42                                                      |
| 2001                                                    | 387                                                     | 64                                                      | 55                                                      |
| 2002                                                    | 345                                                     | 62                                                      | 40                                                      |
| 2003                                                    | 355                                                     | 56                                                      | 64                                                      |
| 2004                                                    | 343                                                     | 50                                                      | 37                                                      |
| 2005                                                    | 345                                                     | 100                                                     | 39                                                      |
| 2006                                                    | 352                                                     | 56                                                      | 46                                                      |
| 2007                                                    | 339                                                     | 71                                                      | 42                                                      |
| 2008                                                    | -                                                       | -                                                       | -                                                       |
| 2009                                                    | 336                                                     | 59                                                      | 59                                                      |
| 2010                                                    | -                                                       | -                                                       | -                                                       |
| 2011                                                    | -                                                       | -                                                       | -                                                       |
| 2012                                                    | 367                                                     | 74                                                      | 78                                                      |
| 2013                                                    | 342                                                     | 79                                                      | 62                                                      |
| 2014                                                    | 360                                                     | 88                                                      | 48                                                      |
| 2015                                                    | 280                                                     | 103                                                     | 112                                                     |
| 2016                                                    | 294                                                     | 65                                                      | 89                                                      |
| 2017                                                    | 269                                                     | 121                                                     | 61                                                      |
| 2018                                                    | 254                                                     | 80                                                      | 74                                                      |
| 2019                                                    | 197                                                     | 93                                                      | 114                                                     |
| 2020                                                    | 200                                                     | 76                                                      | 47                                                      |
| 2021                                                    | -                                                       | -                                                       | -                                                       |
| 2022                                                    | 206                                                     | 87                                                      | 78                                                      |
| 2023                                                    | 161                                                     | 43                                                      | 39                                                      |
| 2024                                                    | 169                                                     | 26                                                      | 16                                                      |

1,0: Hayettes ·
2,8: Cronfestu ·
4,0: Leval ·
6,9: Ressaix ·
7,7: Binche ·
11,8: Bonne-Espérance ·
14,2: Fauroeulx ·
16,5: Peissant ·
18,4: Grand-Reng ·
22,7: Erquelinnes
0,0: Charleroi-Centraal ·
1,0: Marcinelle ·
1,8: La Villette ·
2,5: La Sambre ·
4,1: Marchienne-Zône ·
4,5: Jambe-de-Bois ·
8,0: Landelies ·
11,6: Hourpes ·
14,9: Thuin ·
16,9: Lobbes ·
21,8: Fontaine-Valmont ·
23,7: Labuissière ·
25,7: Solre-sur-Sambre ·
27,6: Erquelinnes-Dorp ·
29,1: Erquelinnes